# غولباشي (أنقرة)

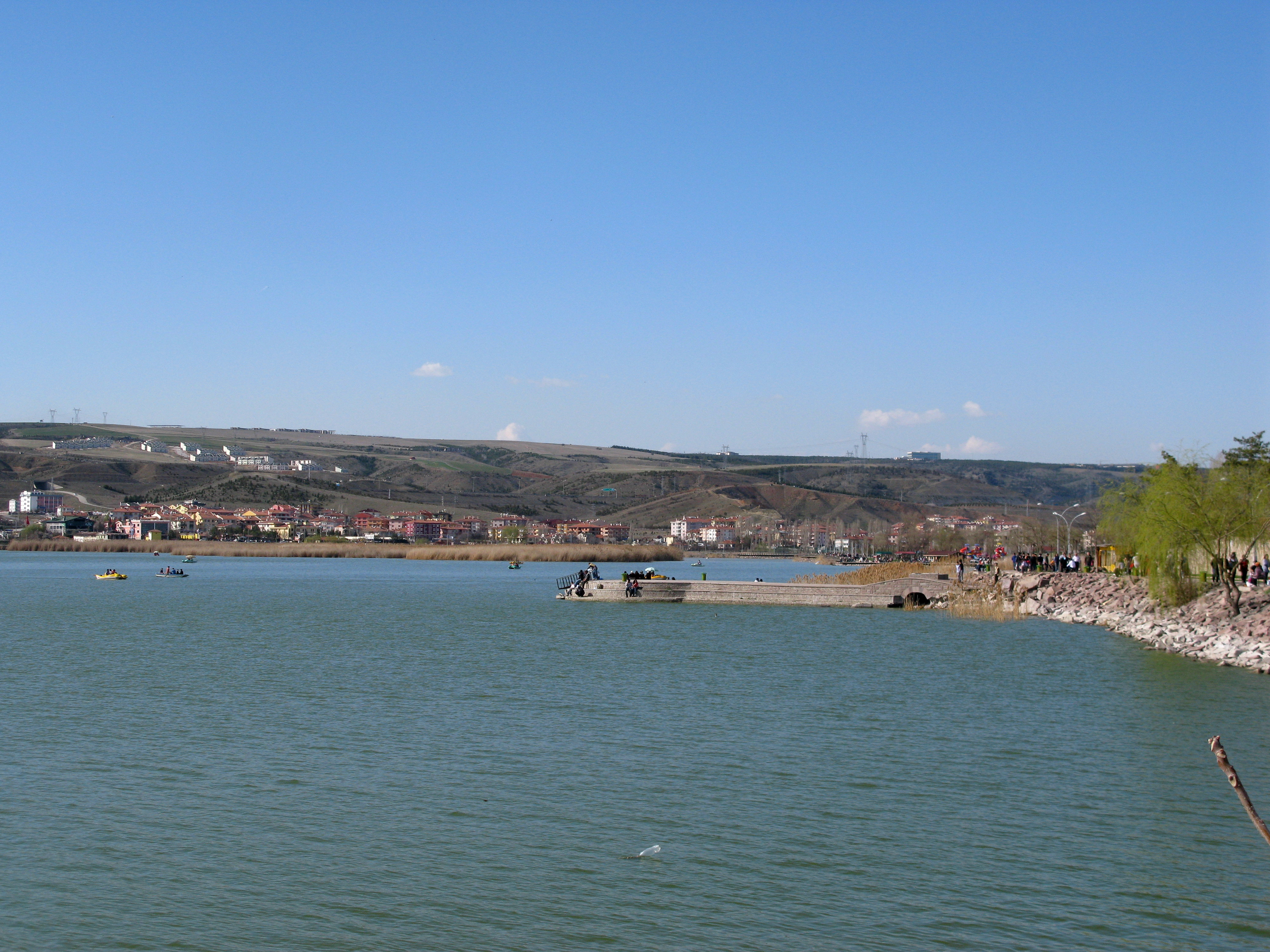
بحيرة موجان

غولباشي هي منطقة في محافظة أنقرة في منطقة الأناضول الوسطى في تركيا ، 20 كيلومتر (12 ميل) جنوب مدينة أنقرة . وفقا لتعداد عام 2010 ، يبلغ عدد سكان المنطقة 95،109 نسمة ، يعيش 93،852 منهم في بلدة غولباشي. المنطقة تغطي مساحة 738 كيلومتر مربع (285 ميل2)،  ويبلغ متوسط الارتفاع 970 متر (3,182 قدم). تشمل المنطقة بحيرات موجان وإيمير .

## التركيبة السكانية
عدد سكان مدينة غولباشي ينمو بسرعة كبيرة. الأسباب الرئيسية هي: ارتفاع معدل النمو الطبيعي ، والهجرة من المناطق الريفية ( الهجرة الريفية ) والهجرة من مدينة أنقرة .